# جيوفاني (لاعب كرة قدم مواليد 2004)
جيوفاني هنريكي أموريم دا سيلفا (من مواليد 1 يناير 2004) هو لاعب كرة قدم برازيلي محترف يلعب مع نادي السد في دوري نجوم قطر.

## مسيرة اللاعب
لعب في نادي بالميراس وانتقل إلى نادي السد في صيف 2023.

## روابط خارجية
جيوفاني (لاعب كرة قدم مواليد 2004) على موقع قاعدة بيانات كرة القدم.إي يو (الإنجليزية)
- جيوفاني (لاعب كرة قدم مواليد 2004) على موقع ليكيب (الفرنسية)
- جيوفاني (لاعب كرة قدم مواليد 2004) على موقع Soccerway.com (الإنجليزية)
- جيوفاني (لاعب كرة قدم مواليد 2004) على موقع عالم كرة القدم.نت (الإنجليزية)